# Белгрејд театар
Белгрејд театар (енгл. Belgrade Theatre) је позоришна хала са 866 седишта у граду Ковентрију у Енглеској.
Позориште је добило име по главном граду Србије (тада и Југославије), Београду, у знак захвалности за поклоњену дрвну грађу која је интензивно коришћена у изградњи аудиторијума. Од отварања 1958. године, театар се сматра центром нове и иновативне производње.
Театар је обновљен и поновно отворен септембра 2007. године. Обнова и додатна изградња 7 нових спратова је коштала £12 милиона. Петог фебруара 2008, на педесетогодишњицу постојања, принц Ендру је отворио преуређени студио Б2 у оквиру овог позоришта.

## Занимљивости
31. јануара 1971. године у овом театру комичарска група "Летећи циркус Монтија Пајтона" (енгл. Monty Python's Flying Circus), која је већ стекла популарност емитовањем неколико серијала свог програма преко британске телевизијске мреже ББЦ, наступила је по први пут на позоришној бини. Успех три представе које су се одржале 31.1.1971, 1.2.1971. и 2.2.1971, у оквиру Ланчестер арт фестивала (енгл. Lanchester Arts Festival) је био увод у низ њихових брилијантних појављивања на позоришној сцени широм Енглеске, Канаде и Сједињених Америчких Држава.